# Persönlicher Arrest
Der persönliche Arrest ist ein Instrument des vorläufigen Rechtsschutzes und dient der Sicherung der Zwangsvollstreckung wegen einer Geldforderung oder eines Anspruchs, der in eine Geldforderung übergehen kann (§ 916 ZPO). 

## Arrestgründe
Ein persönlicher Arrest darf gemäß § 918 ZPO nur angeordnet werden, wenn er erforderlich ist, um die durch das persönliche Verhalten des Schuldners gefährdete Zwangsvollstreckung in das Schuldnervermögen zu sichern. Er ist damit gegenüber dem dinglichen Arrest subsidiär und praktisch selten.
In der Rechtsprechung sind zwei Arrestgründe anerkannt. Der persönliche Arrest diente ursprünglich dazu, den Schuldner daran zu hindern, sein inländisches Vermögen durch Transfer ins Ausland oder durch Verschleierungsmaßnahmen im Inland einem Zugriff der deutschen Vollstreckungsorgane zu entziehen. Gleichzeitig sollte der Gläubiger Gelegenheit erhalten, Vermögenswerte des Schuldners ausfindig zu machen, die er mit einem dinglichen Arrest belegen oder in die er mit einem zwischenzeitlich erlangten Hauptsachetitel die Zwangsvollstreckung betreiben kann. 
Seit nach europäischem Zivilverfahrensrecht die Entscheidungen nationaler Gerichte in allen anderen Mitgliedstaaten anerkannt und vollstreckt werden, hat der Vermögenstransfer ins Ausland als Arrestgrund an praktischer Bedeutung verloren. 
Weiterer bedeutsamer Arrestgrund ist die Befürchtung, der fluchtwillige Schuldner werde sich der Ladung zur Abgabe einer eidesstattlichen Versicherung entziehen. Vorrangig ist jedoch die sofortige Abnahme der Vermögensauskunft beim Schuldner nach Pfändungsversuch (§ 807 ZPO), die erfolgen kann, noch bevor ein Arrestverfahren auch nur eingeleitet wurde und zur Sicherung des Gläubigers ausreicht. Der Widerspruch gegen die sofortige Abnahme der Vermögensauskunft reicht allein als Arrestgrund für einen persönlichen Arrest nicht aus, da der Schuldner durchaus vernünftige Gründe für einen solchen Widerspruch haben kann, beispielsweise das Einholen von Rechtsrat. 

## Vollziehung
Zuständig für die Anordnung des Arrests ist das Gericht der Hauptsache oder das Gericht, in dessen Bezirk sich der Gegenstand oder die in ihrer persönlichen Freiheit zu beschränkende Person befindet (§ 919 ZPO). Die Anordnung des Arrests schafft die Grundlage für dessen Vollziehung. Diese erfolgt nicht von Amts wegen durch das Gericht, sondern im Auftrag des Gläubigers durch den Gerichtsvollzieher. 
Der persönliche Arrest wird durch Haft oder durch sonstige vom Gericht zu treffende Beschränkungen der persönlichen Freiheit vollzogen (§ 933 ZPO). Dem Schuldner können vom Gerichtsvollzieher beispielsweise die Ausweispapiere, der Reisepass oder ein erteiltes Auslandsvisum weggenommen werden, im äußersten Falle wird er verhaftet. Die Haft erfolgt nach den Vorschriften über die Erzwingungshaft (§§ 802g, 802h und 802j Abs. 1 und 2 ZPO). Die Verhaftung des Schuldners erfolgt durch einen Gerichtsvollzieher aufgrund eines gerichtlichen Haftbefehls (§ 802g ZPO). Die Haftdauer darf sechs Monate nicht übersteigen (§ 802j Abs. 1 ZPO). Das Verfahren bei der Verhaftung regelt § 145 der Geschäftsanweisung für Gerichtsvollzieher (GVGA).
Hat das Arrestgericht angeordnet, dass der Schuldner seine Wohnung, sein Haus, eine bestimmte Stadt oder einen bestimmten Bezirk nicht verlassen dürfe, so handelt es sich um ein Unterlassungsgebot an den Schuldner, das im Wege der Zwangsvollstreckung nach § 890 ZPO durch die Androhung und gegebenenfalls Verhängung von Ordnungsmitteln durchgesetzt wird.

## Rechtsschutz
Statthafter Rechtsbehelf bzw. statthaftes Rechtsmittel des Schuldners gegen den Arrestbefehl ist der Widerspruch, wenn der Arrestbefehl durch Beschluss ergangen ist, ansonsten Berufung oder Revision.